# アレクサンドリア襲撃 (1825年)
アレクサンドリア襲撃（アレクサンドリア襲撃、英語: Raid on Alexandria）はギリシャ独立戦争中の1825年8月4日、ギリシャの船乗りコンスタンティノス・カナリスによるエジプト海軍の基地アレクサンドリアへの襲撃。

## 経過
1825年2月、イブラーヒーム・パシャ率いるエジプト軍がモレアに上陸、ギリシャ軍に対し連勝した。ギリシャ人コンスタンティノス・カナリスはもしエジプト海軍を撃滅できれば、イブラーヒーム・パシャの補給線を切ることができると考えた。
1825年8月4日、エマヌエル・トンバジス率いるギリシャの軍船2隻と火船3隻がイドラ島を出港した。この艦隊の構成はトンバジスの旗艦であるコルベットのテミストクレス、アンドニオス・クリエジスのブリッグ船、イドラ島の火船2隻（艦長アンドニオス・ヴォコスとマノリス・ブーティス）、およびカナリス率いるプサラ島の火船であった。カナリス率いるギリシャ火船はロシア、オーストリア、イオニア諸島合衆国の旗を掲げながらアレクサンドリア港に突入したが、風向が突如変わってしまい、火船による攻撃が不可能になった。それでも火船3隻のうち1隻はエジプト艦隊に接近したが、それもエジプト船を火の海に陥れる前に押し返された。もし風向が変わらなかったら、火船攻撃は密集したエジプト艦に大損害を与える可能性があった。
ギリシャ艦隊に気づいたエジプト艦と沿岸の砲台が激しく砲撃してきたため、残りのギリシャ船は逃げざるをえなかった。ギリシャ艦隊にとって幸運なことに、エジプトの砲手の命中精度が低かったため、ギリシャ船は全て逃げおおせた。エジプト総督のムハンマド・アリーはギリシャ艦隊に逃げられたことに激怒した。アメリカの医者サミュエル・グリドリー・ハウは襲撃について「彼らはギリシャ人のあるべき姿を保った数少ない人であり、汚れの中でダイヤモンドのように輝き、勇敢で私心のない見識のある愛国者であり、国のために喜んで命を擲つ用意があった。ああ、それを考えるだけで喜ぶものがある」と書いたという。カナリス以下ギリシャ艦隊は果敢にもエジプト艦隊に挑んだが、襲撃は失敗に終わった。
カナリスとクリエジスは後にギリシャの首相に就任している。